# 태금역
태금역(Taegeum station, 太金驛)은 전라남도 광양시에 위치한 광양제철선의 철도역이다. 역사는 광양제철소에 있으며 광양제철선의 시종착점이다.

## 연혁
- 1987년 9월 16일 : 광양제철선개통과 함께 영업 개시
- 2010년 4월 12일 : 물류창고 확장[1]

## 특징
- 이 역은 광양제철소의 철강 화물을 주로 취급하는 외에, 부정기적으로 임시 여객 열차가 운행되어 여객 취급을 한다.
- 화물역답게 선로의 수가 지도상에는 38개[2] 로, 매우 많다

## 참고 문헌
1. ↑  “태금역 물류창고 12일 영업개시”. 한국철도공사. 2010년 4월 8일.[깨진 링크(과거 내용 찾기)]
2. ↑  NXLogis 조회상에는 총 56개